# Carlotta Guglielmina di Anhalt-Bernburg
Carlotta Guglielmina di Anhalt-Bernburg (Bernburg, 25 agosto 1737 – Sondershausen, 26 aprile 1777) fu una nobile dell'Anhalt-Bernburg e principessa consorte di Schwarzburg-Sondershausen.

## Biografia
Era figlia di Vittorio Federico di Anhalt-Bernburg, principe di Anhalt-Bernburg dal 1721 al 1765, e della seconda moglie Albertina di Brandeburgo-Schwedt.
Venne data in sposa a Cristiano Günther III di Schwarzburg-Sondershausen. Le nozze vennero celebrate a Bernburg il 4 febbraio 1760 e rafforzarono il legame tra gli Ascanidi e i Schwarzburg, precedentemente già uniti da matrimoni.
Carlotta Guglielmina diede alla luce sei figli:
- Günther Federico Carlo I (Sondershausen, 5 dicembre 1760-Sondershausen, 22 aprile 1837), che sposò Carolina di Schwarzburg-Rudolstadt;
- Caterina Carlotta Federica (Sondershausen, 2 agosto 1762-Otterwisch, 31 gennaio 1801), che sposò il cugino Cristiano di Schwarzburg-Sondershausen;
- Günther Alberto Augusto (Sondershausen, 6 settembre 1767-Sondershausen, 23 giugno 1833);
- Carolina Augusta Albertina (Sondershausen, 19 febbraio 1769-Sondershausen, 1º agosto 1819), monaca a Herford;
- Albertina Guglielmina Amalia (Sondershausen, 5 aprile 1771-Wetzlar, 25 aprile 1829), che sposò il duca Ferdinando di Württemberg;
- Giovanni Carlo Günther (Sondershausen, 24 giugno 1772-Otterwisch, 16 novembre 1842), che sposò Güntherina di Schwarzburg-Sondershausen.

Carlotta morì il 26 aprile 1777. Suo marito, che aveva avuto quattro figli illegittimi da alcune amanti, non si risposò più.

## Ascendenza
|                                         |                                     |                                                           | Genitori                                            |  |  | Nonni |  |  | Bisnonni                           |  |  | Trisnonni                       |  |
|                                         |                                     |                                                           |                                                     |  |  |       |  |  | Vittorio Amedeo di Anhalt-Bernburg |  |  | Cristiano II di Anhalt-Bernburg |  |
|                                         |                                     |                                                           |                                                     |  |  |       |  |  | Vittorio Amedeo di Anhalt-Bernburg |  |  | Cristiano II di Anhalt-Bernburg |  |
|                                         |                                     | Eleonora Sofia di Schleswig-Holstein-Sonderburg           |                                                     |  |  |       |  |  | Vittorio Amedeo di Anhalt-Bernburg |  |  |                                 |  |
| Carlo Federico di Anhalt-Bernburg       |                                     |                                                           |                                                     |  |  |       |  |  | Vittorio Amedeo di Anhalt-Bernburg |  |  |                                 |  |
|                                         |                                     | Elisabetta del Palatinato-Zweibrücken                     | Federico del Palatinato-Zweibrücken-Veldenz         |  |  |       |  |  |                                    |  |  |                                 |  |
|                                         |                                     | Elisabetta del Palatinato-Zweibrücken                     | Federico del Palatinato-Zweibrücken-Veldenz         |  |  |       |  |  |                                    |  |  |                                 |  |
|                                         |                                     | Elisabetta del Palatinato-Zweibrücken                     | Anna Giuliana di Nassau-Dillenburg                  |  |  |       |  |  |                                    |  |  |                                 |  |
| Vittorio Federico di Anhalt-Bernburg    |                                     | Elisabetta del Palatinato-Zweibrücken                     |                                                     |  |  |       |  |  |                                    |  |  |                                 |  |
|                                         |                                     | Giorgio Federico di Solms-Sonnenwalde                     | Enrico Guglielmo di Solms-Sonnenwalde               |  |  |       |  |  |                                    |  |  |                                 |  |
|                                         |                                     | Giorgio Federico di Solms-Sonnenwalde                     | Enrico Guglielmo di Solms-Sonnenwalde               |  |  |       |  |  |                                    |  |  |                                 |  |
|                                         |                                     | Giorgio Federico di Solms-Sonnenwalde                     | Maria Maddalena di Oettingen-Oettingen              |  |  |       |  |  |                                    |  |  |                                 |  |
| Sofia Albertina di Solms-Sonnenwalde    |                                     | Giorgio Federico di Solms-Sonnenwalde                     |                                                     |  |  |       |  |  |                                    |  |  |                                 |  |
|                                         |                                     | Anna Sofia di Anhalt-Bernburg                             | Cristiano II di Anhalt-Bernburg                     |  |  |       |  |  |                                    |  |  |                                 |  |
|                                         |                                     | Anna Sofia di Anhalt-Bernburg                             | Cristiano II di Anhalt-Bernburg                     |  |  |       |  |  |                                    |  |  |                                 |  |
|                                         |                                     | Anna Sofia di Anhalt-Bernburg                             | Eleonora Sofia di Schleswig-Holstein-Sonderburg     |  |  |       |  |  |                                    |  |  |                                 |  |
| Carlotta Guglielmina di Anhalt-Bernburg |                                     | Anna Sofia di Anhalt-Bernburg                             |                                                     |  |  |       |  |  |                                    |  |  |                                 |  |
|                                         | Federico Guglielmo I di Brandeburgo | Giorgio Guglielmo di Brandeburgo                          |                                                     |  |  |       |  |  |                                    |  |  |                                 |  |
|                                         | Federico Guglielmo I di Brandeburgo | Giorgio Guglielmo di Brandeburgo                          |                                                     |  |  |       |  |  |                                    |  |  |                                 |  |
|                                         | Federico Guglielmo I di Brandeburgo | Elisabetta Carlotta del Palatinato-Simmern                |                                                     |  |  |       |  |  |                                    |  |  |                                 |  |
| Alberto Federico di Brandeburgo-Schwedt | Federico Guglielmo I di Brandeburgo |                                                           |                                                     |  |  |       |  |  |                                    |  |  |                                 |  |
|                                         |                                     | Sofia Dorotea di Schleswig-Holstein-Sonderburg-Glücksburg | Filippo di Schleswig-Holstein-Sonderburg-Glücksburg |  |  |       |  |  |                                    |  |  |                                 |  |
|                                         |                                     | Sofia Dorotea di Schleswig-Holstein-Sonderburg-Glücksburg | Filippo di Schleswig-Holstein-Sonderburg-Glücksburg |  |  |       |  |  |                                    |  |  |                                 |  |
|                                         |                                     | Sofia Dorotea di Schleswig-Holstein-Sonderburg-Glücksburg | Sofia Edvige di Sassonia-Lauenburg                  |  |  |       |  |  |                                    |  |  |                                 |  |
| Albertina di Brandeburgo-Schwedt        |                                     | Sofia Dorotea di Schleswig-Holstein-Sonderburg-Glücksburg |                                                     |  |  |       |  |  |                                    |  |  |                                 |  |
|                                         |                                     | Federico Casimiro Kettler, duca di Curlandia              | Jacob Kettler, duca di Curlandia                    |  |  |       |  |  |                                    |  |  |                                 |  |
|                                         |                                     | Federico Casimiro Kettler, duca di Curlandia              | Jacob Kettler, duca di Curlandia                    |  |  |       |  |  |                                    |  |  |                                 |  |
|                                         |                                     | Federico Casimiro Kettler, duca di Curlandia              | Luisa Carlotta di Brandeburgo                       |  |  |       |  |  |                                    |  |  |                                 |  |
| Maria Dorotea di Curlandia              |                                     | Federico Casimiro Kettler, duca di Curlandia              |                                                     |  |  |       |  |  |                                    |  |  |                                 |  |
|                                         |                                     | Sofia Amalia di Nassau-Siegen                             | Enrico di Nassau-Siegen                             |  |  |       |  |  |                                    |  |  |                                 |  |
|                                         |                                     | Sofia Amalia di Nassau-Siegen                             | Enrico di Nassau-Siegen                             |  |  |       |  |  |                                    |  |  |                                 |  |
|                                         |                                     | Sofia Amalia di Nassau-Siegen                             | Maria Maddalena di Limburg-Stirum                   |  |  |       |  |  |                                    |  |  |                                 |  |
|                                         |                                     | Sofia Amalia di Nassau-Siegen                             |                                                     |  |  |       |  |  |                                    |  |  |                                 |  |